# Balázs Péter (kenus)
Balázs Péter (Budapest, 1982. február 3. –) kétszeres világbajnok válogatott magyar kenus.
A BSE-ESMA sportolója. Edzője Solymár László. Magassága 174 centiméter, testtömege 76 kilogramm.

## Élete és pályafutása
A 2006-os kajak-kenu világbajnokságon egy bronzérmet szerzett C-4 200 m-en. A 2007-es világbajnokságon két aranyérmet szerzett a C-4 200 m és a C-4 500 m versenyszámokban.
A 2008-as Európa-bajnokságon második helyezést ért el C-4 200 m-en és C-4 500 m-en egyaránt. C-4 1000 m-en ötödik lett. 2009-ben is ezüstérmes lett C-4 200 m-en.